# ردندرة عمودية
ردندرة عمودية (الاسم العلمي:Rhododendron fastigiatum) هي نوع من النباتات تتبع جنس الردندرة من الفصيلة الخلنجية.